# South Cerney
South Cerney est un village et une paroisse civile du Gloucestershire, en Angleterre. Il est situé dans le sud-est du comté, à 5 km au sud de la ville de Cirencester. Administrativement, il relève du district de Cotswold. Au recensement de 2011, il comptait 3 464 habitants.

## Personnalités liées à la ville
- Grace Eleanor Hadow (1875-1940), principale de collège, y est née.
- Joy Lofthouse (1923-2017), pilote de l'Air Transport Auxiliary, y a grandi.